# Windy Range
Windy Range är ett berg i Kanada.   Det ligger i provinsen British Columbia, i den centrala delen av landet, 3 200 km väster om huvudstaden Ottawa. Toppen på Windy Range är 2 801 meter över havet.
Terrängen runt Windy Range är huvudsakligen bergig. Trakten runt Windy Range är nära nog obefolkad, med mindre än två invånare per kvadratkilometer.. Det finns inga samhällen i närheten. 
Trakten runt Windy Range är permanent täckt av is och snö.